# سیارک ۲۰۱۴
سیارک ۲۰۱۴ (به انگلیسی: 2014 Vasilevskis، نامگذاری:1973JA) دو هزار و چهاردهمین سیارک کشف شده‌است که در ۲ مه ۱۹۷۳ کشف شد.
قدر مطلق سیارک برابر ۱۱٫۷۰ است.